# Luisa Bosh y Pages
Luisa Bosch y Pagès (Altstätten, Suiza, 1880 – Barcelona, España, 1961) fue una concertista de arpa, pedagoga musical y compositora.

## Biografía
Pronto estudió y dominó como concertista el arpa; estudió en el conservatorio de Ginebra con Émile Jaques-Dalcroze. Luego siguió sus estudios superiores musicales en París y como solista del arpa ofreció conciertos en muchos centros musicales. Reunió instrumentos antiguos y con ellos creó una colección de los mejores sonidos. Tiene preludios para arpa, cuartetos de cuerdas con arpa, sonata para arpa y ejercicios para el virtuosismo de dicho instrumento.